# Laura Pausini
Laura Pausini  OMRI (Italiano: [ˈlaura pauˈziːni]; Faença, 16 de maio de 1974) é uma cantora, compositora, produtora musical, e personalidade de televisão italiana.
Pausini ganhou fama em 1993, vencendo a categoria de artistas iniciantes do 43º Sanremo Music Festival, com seu single de estreia "La solitudine", que se tornou um sucesso internacional. Seu autointitulado álbum de estreia foi lançado na Itália em 23 de abril de 1993 e se tornou um sucesso internacional, vendendo dois milhões de cópias em todo o mundo. Seu álbum seguimento, Laura, foi lançado em 1994, e confirmou seu sucesso internacional, vendendo três milhões de cópias em todo o mundo. No mesmo ano, lançou seu primeiro álbum em espanhol, Laura Pausini, o qual recebeu certificado de diamante pela Association of Phonographic and Videographic of Spain, e Pausini tornou-se a primeira artista não espanhola a vender mais de um milhão de cópias na Espanha.
Laura já vendeu de mais de 75 milhões de discos em todo mundo, sendo certificada pela FIMI, e esta na Lista de músicos recordistas de vendas, com mais de 170 discos de platina, 50 de ouro, e 5 de diamante. Em 2006, Pausini tornou-se a primeira cantora italiana a ganhar um Grammy Awards, recebendo o prêmio de Best Latin Pop Album pelo álbum Escucha. Ela foi condecorada como comandante da Ordem do Mérito da República Italiana pelo presidente Carlo Azeglio Ciampi, e como Embaixadora Mundial de Emília-Romanha. Em 2021, ela foi indicada ao Oscar de Melhor Canção Original com "Io sì (Seen)", tema do filme The Life Ahead. O single também ganhou o Globo de Ouro de Melhor Canção Original, tornando-se a primeira canção em língua italiana a ganhar o prêmio. Além de italiano e espanhol, Pausini também já gravou músicas em inglês, francês, português e catalão.

## Biografia

### Juventude
A mais velha de duas filhas, Laura Alice Rossella Pausini nasceu em Faenza, na província de Ravenna, em 16 de maio de 1974, filha de Fabrizio Pausini e Gianna Ballardini. Ela cresceu em Solarolo, uma pequena comunidade italiana. Seu pai é um pianista que tocava em bares pela Europa, e também trabalhou como músico de apoio do grupo ABBA, e fez parte de uma banda, cujos membros mais tarde fundaram o grupo pop italiano Pooh. Pausini começou a cantar no coral de uma igreja que sua família frequentava. Desde pequena se interessou por música, então, seu pai começou a lhe dar aulas de canto e piano, e ela se apresentava com ele em festas e bares locais.

### 1987-1992: Inicio da Carreira
Em 1987, Laura gravou seu primeiro álbum independente, "I sogni di Laura", produzido por seu pai. Ele era comercializado em suas apresentações, e consistia em oito covers e cinco músicas inéditas. Em 1990, ela lança mais um álbum independente, "L'Immenso", com covers de artistas como, Eros Ramazzotti e Frank Sinatra. Em 1992, Pausini é notada pelo produtor e compositor italiano Angelo Valsiglio, que a apresentou ao empresário Marco Marati. Valsiglio apresentou a Laura a canção "La Solitudine", que escreveu com Pietro Cremonesi e Federico Cavalli. Após se encantar o talento vocal de Pausini, Marati a escreveu no prestigiado Festival de Sanremo, como forma de chamar a atenção de grandes gravadoras.

### 1993-1995: Sucesso com os Primeiros Álbuns
Pausini se apresentou pela primeira vez no Festival de Sanremo, no dia 23 de fevereiro de 1993. Em 27 de fevereiro de 1993, venceu o concurso com a canção "La Solitudine", recebendo 7.464 votos do júri. Laura conseguiu um contrato com a CGD Records (selo da Warner Music Itália), e "La Solitudine" foi lançada com single oficial nas rádios, se tornando um grande sucesso. Seu primeiro álbum autointitulado "Laura Pausini", foi lançado na Itália em maio de 1993, alcançando o primeiro lugar no Italian Singles Chart, e vendendo mais de 400.000 cópias em poucos meses. Uma pequena turnê de promoção do álbum foi realizada durante o verão de 1993. Em setembro, Pausini recebeu um Telegatto de "Revelação do Ano". No final de 1993, o álbum foi lançado no resto da Europa, sendo um sucesso de vendas na França e Holanda, e alcançando o primeiro lugar na Bélgica e Portugal. O álbum também gerou mais dois singles de sucesso, "Non c'è" e "Perché non torna più". As vendas mundiais de "Laura Pausini" ultrapassaram três milhões de cópias, e foi certificado com ouro no Brasil, e na Argentina.
 

Em fevereiro de 1994, Pausini participou pela segunda vez do Festival de Sanremo, dessa vez concorrendo na seção "Grandes Artistas" com seu novo single "Strani amori". A canção ficou em terceiro lugar na competição. No mesmo mês, ela lançou seu segundo álbum, intitulado "Laura", que vendeu 150.000 cópias na Itália em sua primeira semana. Também alcançou sucesso na Holanda, França, Bélgica, Finlândia e Suíça, vendendo um milhão de cópias na Europa, e três milhões de cópias em todo o mundo, alcançando o status de ouro no Brasil, por 100.000 cópias, e platina na Argentina. Outros singles do álbum foram "Gente", "Lui non sta con te" e "Lettera". No mesmo ano, recebeu seu segundo Telegatto, de "Melhor Artista Feminina".

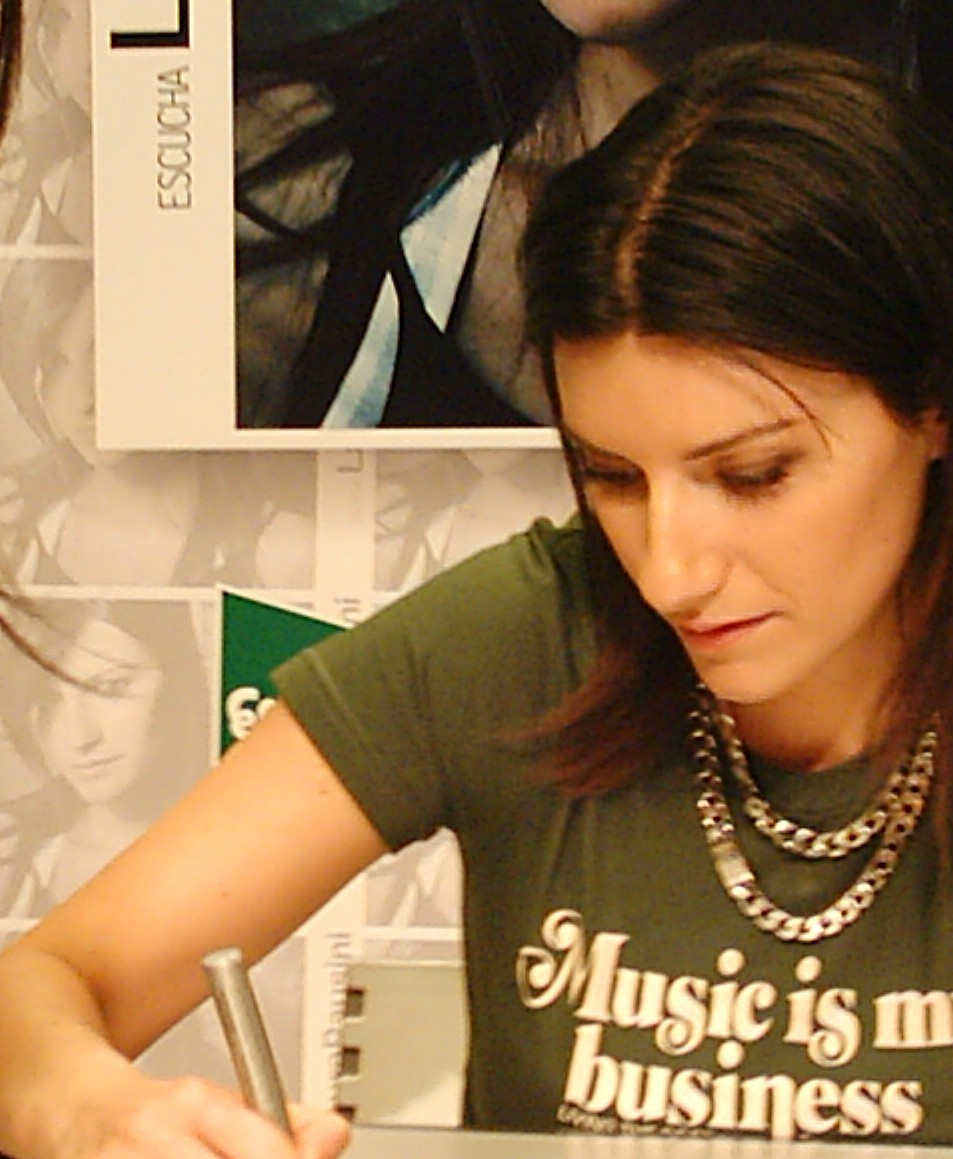
Tarde de autógrafo

Visando o mercado musical latino, sua gravadora propôs que ela também cantasse em castelhano, para atrair o público na Espanha e América Latina. Sendo assim, em 1994, ela lançou seu primeiro álbum em espanhol, "Laura Pausini", uma compilação de dez versões adaptadas de sucessos de seus álbuns anteriores. Esse se tornou o álbum mais vendido de 1994 na Espanha, onde foi certificado como diamante por vendas superiores a um milhão de cópias. Pausini foi a primeira artista não espanhola a alcançar este resultado, e após o sucesso obtido no país, o Instituto Espanhol de Cultura Italiana, concedeu-lhe o "Globo de Platino" por contribuir na difusão da cultura italiana na Espanha. Além disso, os primeiros quatro singles do álbum, "La soledad", "Se fue", "Amores extraños" e "Gente", entraram no top 30 da parada Hot Latin Songs da Billboard. O álbum também foi um sucesso comercial na América do Sul, sendo certificado como platina na Argentina, Colômbia e Chile. Em 1995, Pausini recebeu o World Music Awards de "Artista Italiano Mais Vendido", e o Premio Lo Nuestro de "Artista Revelação do Ano".
No Brasil, Laura se tornou uma das cantoras mais queridas e populares na década de 1990, sendo um sucesso nas rádios, e de vendas de discos, ela visitou o país inúmeras vezes com seus lançamentos e suas turnês, e participou de diversos programas populares de televisão. Algumas de suas músicas foram regravadas por artistas brasileiros, tais como, La solitudine, Strani amori e Gente, pelo cantor Renato Russo, ou ganharam versões em português como, Non c'è e Incancellabile, que fizeram sucesso com a dupla Sandy & Junior.

### 1996-1999: Le cose che Vivi e La Mia Risposta
Em 12 de setembro de 1996, Laura lançou seu terceiro álbum de estúdio, tanto em italiano, quanto em espanhol, sob os títulos "Le cose che vivi" e "Las cosas que vives", respectivamente. Uma edição especial do álbum também foi lançada no Brasil, trazendo três faixas bônus adicionais em português, "Tudo o que eu Vivo", "Inesquecível", e "Apaixonados como Nós". O lançamento do álbum foi precedido pelo single de sucesso "Incancellabile". Outros singles incluem a faixa-título "Le cose che vivi", cuja versão em espanhol liderou a parada Billboard Latin Pop Songs, "Ascolta il tuo cuore", "Seamisai" e "Dos enamorados".  O álbum vendeu 3.500.000 cópias em todo o mundo, e recebeu certificado de Platina pela Federação Internacional da Indústria Fonográfica, pelas vendas europeias superiores a 1 milhão de unidades. Em dezembro de 1996, Pausini estave entre os artistas que cantaram para o Papa João Paulo II durante o concerto Natale in Vaticano. Durante o evento, ela cantou um cover de "Happy Xmas (War Is Over)" de John Lennon, e a música "Il mondo che vorrei".
Em fevereiro de 1997, ela participa do Festival Internacional da Canção de Viña del Mar, no Chile. Em 1 de março de 1997, Laura inicia sua primeira turnê internacional em arenas, começando por Genebra, e passando pela Bélgica, Holanda, Portugal, Espanha, França, bem como Estados Unidos, Canadá, Venezuela, Brasil, Uruguai, Argentina, Paraguai, Colômbia e México.
Em 1998, Pausini lança seu quarto álbum de estúdio, "La mia Risposta", juntamente com sua versão de lingua espanhola, "Mi respuesta". O álbum alcançou o primeiro lugar da Italian Albums Chart, e foi um sucesso comercial moderado, vendendo dois milhões de cópias em todo o mundo. O primeiro single do álbum, "Un'emergenza d'amore", foi lançado em setembro de 1998, e foi seguido por "In assenza di te" e a faixa-título, "La mia risposta". Pausini começou a turnê "La Mia Risposta World Tour '99", no início de 1999, no qual se apresentou em teatros por toda a Europa. Em 1º de junho de 1999, ela foi uma das artistas que se apresentou junto com o tenor italiano Luciano Pavarotti em Módena, durante seu concerto anual "Pavarotti and Friends". Em 1999, ela também contribuiu com a música "One More Time", feita para a trilha sonora do filme "Message in a Bottle".

### 2000-2003: Tra Te e il Mare, The Best of, e From the Inside
Em 2000, Laura gravou a música "The Extra Mile" para a trilha sonora do filme "Pokémon: The Movie 2000".  A canção foi incluída em seu álbum "Tra te e il mare", lançado em 11 de setembro de 2000. Também lançado em espanhol como "Entre tú y mil mares". Foi precedido pelo single homônimo, escrito pelo cantor pop italiano Biagio Antonacci.  Outros singles do álbum incluem "Il mio sbaglio più grande", que foi um top 20 na Itália, e "Volevo dirti che ti amo", cuja versão em espanhol "Quiero decirte que te amo" alcançou a posição 15 na parada de músicas pop latinas da Billboard.  O álbum também traz as canções "Viaggio con te", composta por seu pai e que foi premiada em 2001, com o Prêmio Lunezia italiano de "Melhor Compositor do Ano", e "Per vivere", escrito a partir do ponto de vista de uma criança de rua que Pausini conheceu no Rio de Janeiro, e dedicado a duas crianças brasileiras apadrinhadas por ela.

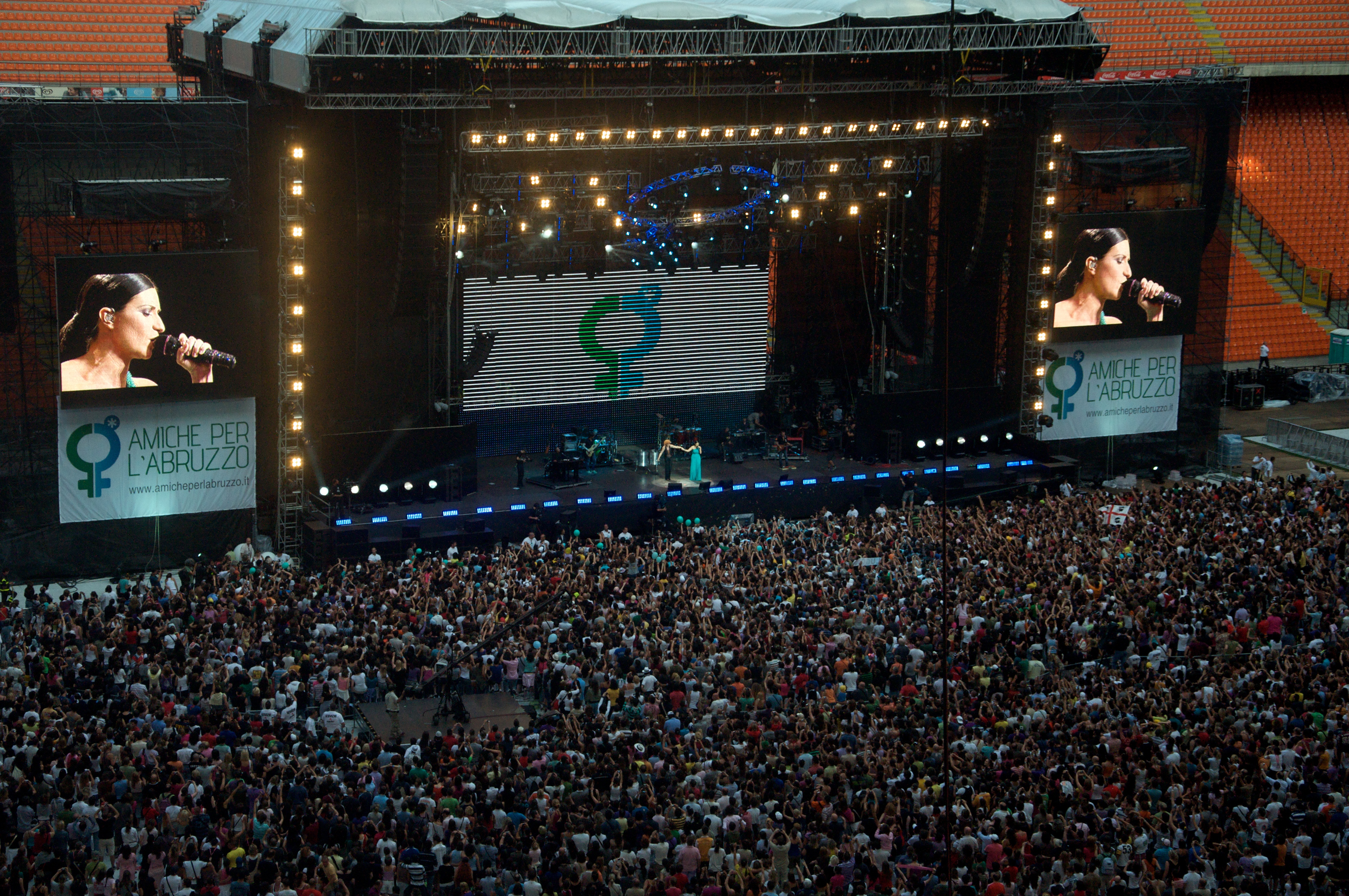
Laura Pausini durante concerto em 2009

A primeira coletânea de Laura "The Best of Laura Pausini: E ritorno da te" foi lançada em 2001, e traz duas faixas inéditas, "E Ritorno da Te" e "Una Storia Che Vale", e uma versão de "Seamisai (Sei que me amavas)", que conta com a participação do cantor brasileiro Gilberto Gil.  A coletânea se tornou um dos maiores sucessos de vendas da carreira de Pausini, vendendo 700.000 cópias na Itália, e 800.000 cópias na França. 
O primeiro álbum de Laura em inglês, intitulado "From the Inside", foi lançado em 5 de novembro de 2002, pela Atlantic Records. Os singles "Surrender" e "If That's Love", alcançaram o primeiro lugar no Hot Dance Club Songs da Billboard. Embora tenha sido elogiado pela critica, o álbum não obteve o sucesso esperado, vendendo apenas 50.000 cópias nos Estados Unidos.  Pausini ficou desapontada, devido à sua gravadora promovê-lo como um álbum dance, em vez de um álbum pop, e abandonou a promoção. O álbum vendeu 800.000 cópias em todo o mundo. Pausini também gravou seu primeiro álbum ao vivo, intitulado "Live 2001-2002 World Tour", e lançado em 30 de novembro de 2002. O show foi gravado em 2 de dezembro de 2001, em Milão, durante sua turnê mundial de sucessos. Em 2003, Laura se apresentou novamente no "Pavarotti and Friends", com a música foi "Tu che m'hai preso il cuor".

### 2004-2005: Resta in Ascolto e Grammy
Em 22 de outubro de 2004, é lançado  seu oitavo álbum de estúdio, "Resta in ascolto". A pedido da cantora Madonna, Laura regravou a canção "Like a Flower", uma faixa extra de seu premiado álbum Ray of Light. A versão da música chama-se "Mi abbandono a te", e é a faixa que encerra o álbum. Ela também gravou a canção de Biagio Antonacci, "Vivimi", e ganhou um Billboard Latin Music Awards de "Canção do Ano em Airplay Pop Latino Feminino". Bem recebido pelos críticos musicais, o álbum também apresenta uma música sobre a Guerra do Iraque, em que Pausini canta sobre Ali Ismail Abbas, um menino que foi gravemente ferido em um ataque com foguete perto de Bagdá em 2003. O álbum estreou em primeiro lugar na parada de álbuns italiana, e vendeu 350.000 cópias na Itália. Além de ganhar mais um World Music Awards, Laura recebeu um Grammy Latino de "Melhor Álbum Vocal Pop Feminino", e um Grammy Awards de "Melhor Álbum Pop Latino", fazendo dela a primeira artista feminina italiana a ganhar um Grammy.
Em janeiro de 2005, Pausini iniciou uma nova turnê para promover o álbum. Os concertos que ela fez no Zénith de Paris, em 22 e 23 de março, foram filmados e lançados como um álbum ao vivo em 25 de novembro de 2005, intitulado "Live in Paris 05". No mesmo ano, ela fez uma participação no álbum ao vivo do cantor Michael Bublé, "Caught in the Act", com um dueto de "You'll Never Find Another Love Like Mine", de Lou Rawls.

### 2006-2007: Io Canto

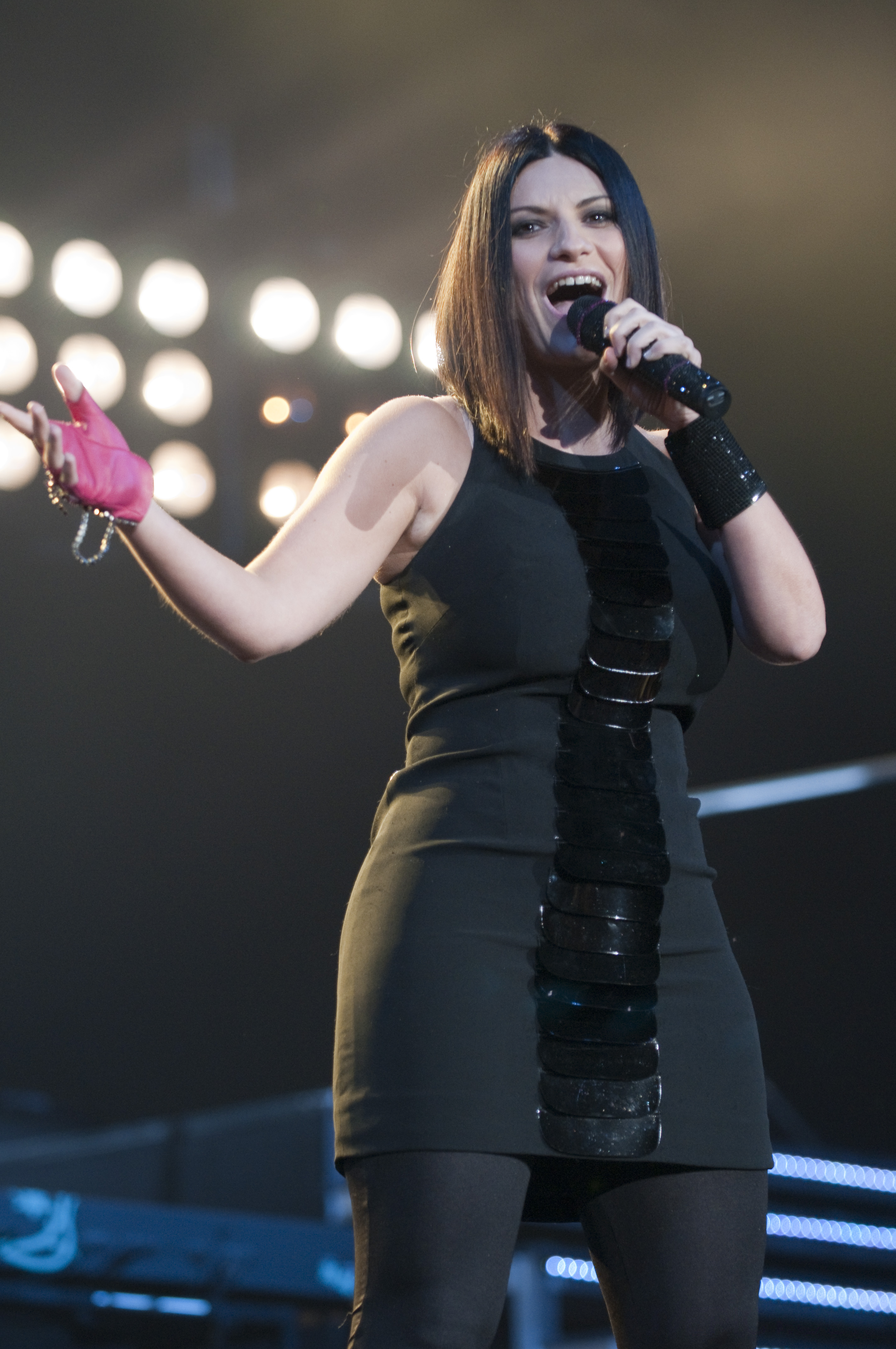
Laura em 2009

Em 10 de novembro de 2006, Laura lança o álbum "Io Canto", onde interpreta músicas de pop rock italianas que marcaram sua vida. O álbum ainda conta com as participações de Tiziano Ferro, Juanes e Johnny Hallyday. Ele estreou em primeiro lugar na parada de álbuns italiana, e manteve o primeiro lugar por 8 semanas não consecutivas. Também se tornou o álbum mais vendido de 2006 na Itália, vendendo 500.000 cópias em menos de dois meses. No Premio Lo Nuestro de 2006, ela ganhou o prêmio de "Melhor Artista Pop Feminina", e no verão do mesmo ano, Pausini fez uma turnê com Marc Anthony e Marco Antonio Solís, consistindo em 20 shows pelos Estados Unidos.
Em 2007, Laura recebe o prêmio de "Best Selling Italian Artist" no World Music Awards por mais de dois milhões de cópias vendidas do álbum "Io Canto". Em 2 de junho de 2007, Laura tornou-se a primeira mulher a fazer um concerto no estádio San Siro, em Milão, para um público de 75.000 pessoas. O concerto foi gravado e lançado em DVD/CD sob o título "San Siro 2007". No mesmo ano, Laura lança seu primeiro livro intitulado "Laura Pausini - Fai quello che sei" que conta detalhes de toda a apresentação inesquecível do concerto. Em 8 de novembro de 2007, Laura ganha seu segundo Grammy Latino, de "Melhor Álbum Pop Feminino", com a versão em espanhol do álbum "Yo Canto". Na cerimonia, Laura dedicou o prêmio à memória de seu amigo Luciano Pavarotti, e cantou a música "Vivere (Dare to Live)", ao lado do cantor italiano Andrea Bocelli.

### 2008-2009: Primavera in Anticipo
Em 2008, Laura lança seu décimo álbum de estúdio, "Primavera in Anticipo". A edição em espanhol do álbum foi lançada em 11 de novembro de 2008, enquanto a edição em italiano foi lançada na Itália, em 14 de novembro de 2008. O álbum foi precedido pelo single "Invece no", lançado em 24 de outubro, e também traz o single "Primavera in anticipo (It Is My Song)", um dueto com o cantor britânico James Blunt. O disco vendeu mais de 2 milhões de cópias mundialmente. A música "Bellissimo Così", foi tema de abertura da telenovela brasileira Poder Paralelo (2009), da Record TV.
Em 21 de junho de 2009, Pausini organizou um megaconcerto no Estádio San Siro, em Milão, arrecadando dinheiro para apoiar as vítimas do terremoto de L'Aquila em 2009. O concerto, denominado "Amiche per l'Abruzzo", envolveu 43 cantoras italianas, e foi posteriormente lançado em DVD, e vendeu 250.000 cópias na Itália.
Em 27 de novembro de 2009, é lançado o CD/DVD "Laura Live World Tour – 09 / Gira Mundial", com músicas gravadas por cada país que ela passou na última turnê. Além dos sucessos, trouxe 3 faixas inéditas, “Con La Musica Alla Radio”, “Non Sono Lei” e “Casomai”. Com versões castelhanas intituladas "Con La Música En La Radio", "Ella No Soy" e "Menos Mal". Já no DVD, além das apresentações ao vivo, trouxe os clipes das 3 músicas inéditas, e seus respectivos “Making Of”, além do “Behind The Scenes” da turnê, e ainda a música cover “Heal The World” de Michael Jackson, e “Paris Au Móis D´Aout” com participação de seu pai, Fabrízio Pausini. Ainda em 2009, Pausini ganhou o Prêmio Lo Nuestro de "Artista Feminina do Ano".

### 2010-2012: Inedito
Em 11 de novembro de 2011, é lançado o seu 11º álbum, intitulado "Inedito". O primeiro single do álbum, "Benvenuto", foi lançado em 12 de setembro. O álbum vendeu 1.000.000 de cópias em todo o mundo. Entre dezembro de 2011, e agosto de 2012, a cantora esteve na estrada com a turnê mundial, Inedito World Tour. 

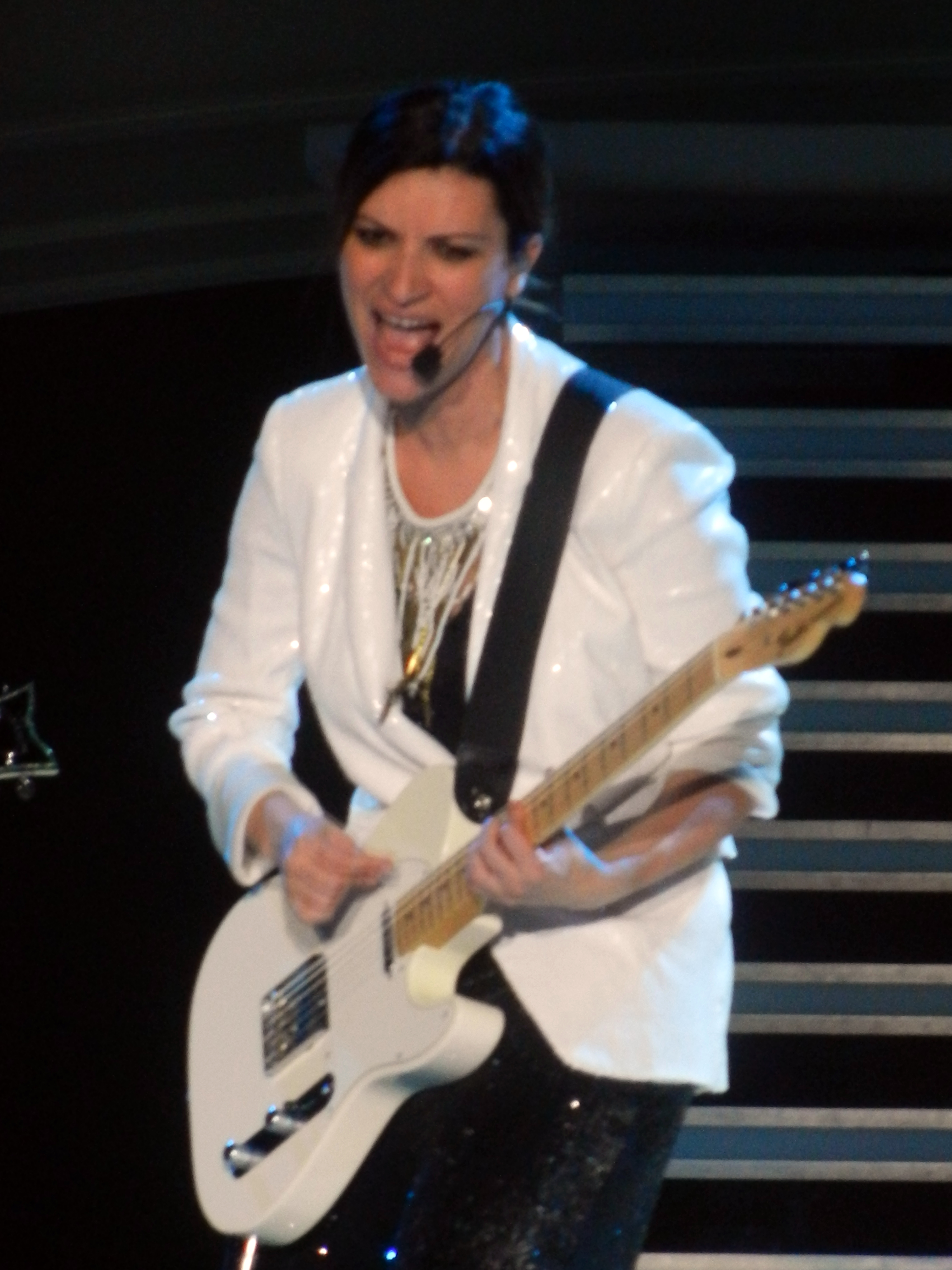
Pausini em abril de 2012

No dia 27 de novembro de 2012, foi lançada uma edição especial de "Inedito", trazendo um DVD ao vivo gravado durante a turnê do álbum em 2012. A versão em italiano e a versão em espanhol do DVD foram gravadas em Bolonha em 17 de abril de 2012, e em Madrid em 20 de abril. O CD na nova edição traz ainda um medley ao vivo interpretado por Pausini no Réveillon de 2012, além de um dueto com o cantor venezuelano Carlos Banteux na faixa "Las cosas que no me espero". Ainda em 2012, Pausini gravou um dueto em italiano com Josh Groban, "E ti prometterò", incluído em seu álbum All That Echoes, lançado em fevereiro de 2013.

### 2013-2014: Gravidez e 20 Anos de Carreira
Em 8 de fevereiro de 2013, nasceu a primeira filha de Laura, Paola, fruto do relacionamento com o guitarrista e produtor musical Paolo Carta. A gravidez havia sido anunciada em setembro de 2012, motivo esse que levou a cantora a cancelar sua turnê e outros compromissos.
Em 12 de novembro de 2013, Laura lança o álbum 20 - The Greatest Hits para comemorar seus 20 anos de carreira. O álbum duplo contém 38 faixas. Os sucessos mais antigos foram regravados pela cantora, e o álbum conta com 3 músicas inéditas (Dove resto solo io, Limpido e Se non te) e várias participações especiais: Kylie Minogue (na inédita "Limpido"), Ivete Sangalo (Le cose che vivi/Tudo que eu vivo), Charles Aznavour (Paris au mout d'aout), Marc Anthony (Non c'è/Se fué, em versão salsa), Alejandro Sanz (Vivimi/Víveme), Michael Bublé (You'll never find another love like mine), Ray Charles (Surrender to love), Lara Fabian (Io canto/Je chante), Andrea Bocelli (Dare to live/Vivere) e James Blunt (Primavera in anticipo/It is my song). A regravação de La solitudine traz um novo arranjo feito pelo maestro italiano Ennio Morricone.
Em outubro de 2013, Laura lança a turnê "The Greatest Hits World Tour", a qual passou por Roma, Milão, Paris, Bruxelas, Genebra, Zurique, Madrid, São Paulo, Buenos Aires, Viña del Mar, Santiago, Cidade do México, Miami, Nova York e Toronto.
Em 2014, Laura se torna técnica do La Voz México (versão mexicana do The Voice), ao lado de Ricky Martin, Yuri e Julion Àlvarez. Seu candidato ficou em segundo lugar. No mesmo ano, o show da turnê The Greatest Hits no Teatro Antigo de Taormina foi gravado e transmitido pela televisão italiana, como um especial de nome Stasera Laura: ho creduto in un sogno e com a participação de cantores como L'Aura, Marco Mengoni e Claudio Baglioni.

### 2015-2019:Simili, Laura Xmas, e Fatti Sentire
Em 2015 Laura Pausini foi homenageada no Premio Lo Nuestro pelos seus mais de 20 anos de carreira e sua trajetória na musica. Também vira técnica do La voz Espanha junto a Alejandro Sanz, Malu e Antonio Orozco.
No dia 6 de novembro de 2015, é lançado seu décimo primeiro álbum de estúdio, "Simili", e no dia 13 de novembro é lançado a versão em espanhol do álbum chamado Similares. O álbum contem 15 faixas sendo 3 autobiográficas e 12 escritas por outros compositores e cantores famosos como Biagio Antonacci e Jovanotti. Simili dominou as vendas na Itália e entrou na lista dos mais vendidos no ITunes em mais de 19 países. A turnê que promoveu Simili durou 5 meses e começou nos estádios da Itália antes de atravessar o continente. 
Em 2016, Laura apresenta um programa de variedades em dupla com a atriz Paola Cortellesi, chamado "Laura e Paola", que foi transmitido pelo canal italiano Rai 1. Pelo programa, Pausini recebeu um prêmio no Premio TV 2016 como "Personalidade Revelação da TV do Ano". Ainda nesse ano, Pausini tem um show televisionado "Pausini Stadi - San Siro 2016", onde cantou grandes sucessos. No final de 2016, a cantora lança seu primeiro álbum natalino, "Laura Xmas" ("Laura Navidad" em sua versão em espanhol), e para divulgação do álbum Laura gravou um especial televisivo na Disneyland Paris, onde canta algumas canções do disco.
No início de 2017 a cantora confirma estar livre do contrato com sua gravadora depois de 24 anos. No outono de 2017, Pausini volta como técnica na sexta temporada do La Voz... México.
Seu novo álbum de estúdio, "Fatti sentire", foi lançado em 15 de março de 2018. Sua versão em espanhol, foi intitulada "Hazte sentir". O single principal "Non è detto", foi lançado em 16 de janeiro. Laura apresentou a versão em espanhol "Nadie ha dicho", durante o Premio Lo Nuestro, em 22 de fevereiro, onde ela também foi co-apresentada da cerimônia. Para promover o álbum, ela embarcou em uma turnê mundial, começando com dois concertos no Circus Maximus em Roma, que depois passou pelos Estados Unidos e América Latina. Na primavera de 2018, ela também apareceu como jurada na terceira temporada do show de talentos espanhol Fator X.
No verão de 2019, Pausini realizou 11 concertos por toda a Itália, junto com Biagio Antonacci, como parte de seu show colaborativo intitulado LB Stadi Tour. No final da turnê, ela anunciou uma pausa de dois anos na música.

## Discografia
- Laura Pausini (1993)
- Laura (1994)
- Le Cose che Vivi / Las Cosas que Vives (1996)
- La Mia Risposta / Mi Respuesta (1998)
- Tra Te e il Mare / Entre Tú y Mil Mares  (2000)
- From the Inside (2002)
- Resta in Ascolto / Escucha (2004)
- Io Canto / Yo Canto (2006)
- Primavera in Anticipo / Primavera Anticipada (2008)
- Inedito / Inédito (2011)
- Simili / Similares (2015)
- Laura Xmas / Laura Navidad (2016)
- Fatti Sentire / Hazte Sentir (2018)
- Anime Parallele / Almas Paralelas (2023)

## Turnês

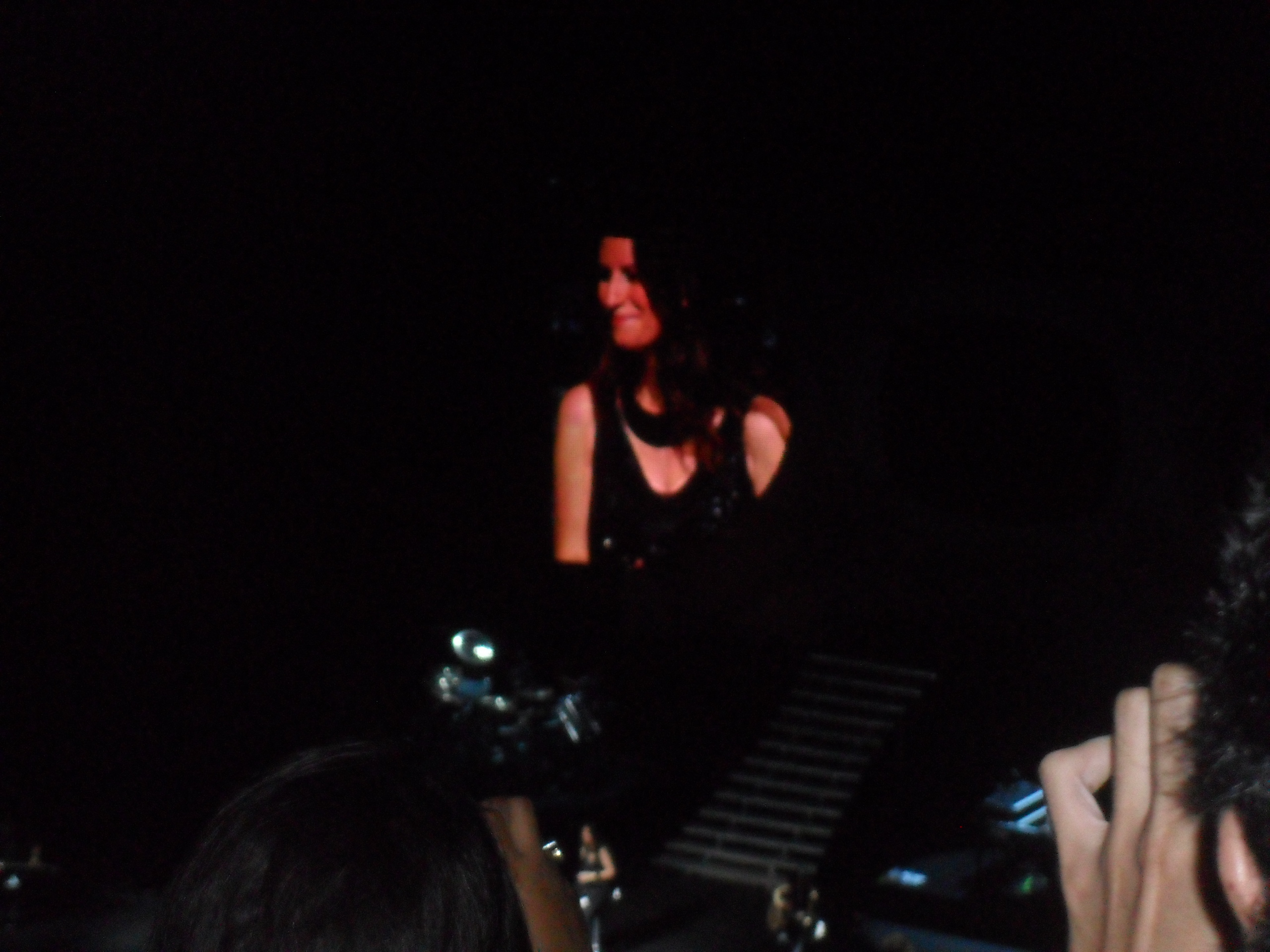
Laura Pausini em um show da Inedito World Tour, em São Paulo, em 21 de janeiro de 2012

- Le Cose Che Vivi World Wide Tour 1997 (1997)
- La mia risposta World Tour '99 (1999)
- World Tour 2001/2002 (2001–2002)
- Resta in Ascolta World Tour '05 (2005)
- Primavera World Tour 2009 (2009)
- Inedito World Tour (2011)
- The Greatest Hits World Tour (2013-2015)
- Simili World Tour (2016)
- Fatti Sentire World Wide Tour 2018 (2018)
- Laura Biagio Stadi 2019 (2019)
- 30 World Tour (2023-2024)